# Gregory Bateson
Gregory Bateson (Grantchester, Regne Unit 9 de maig de 1904 – San Francisco, 4 de juliol de 1980) va ser un antropòleg, psicòleg, epistemòleg americà. Influenciat per la cibernètica, la teoria de grups i la teoria de tipus, s'interessà molt per la comunicació (tant humana com animal), però també pels fonaments del coneixement humà. Va ser un dels principals inspiradors del corrent de pensament de l'escola de Palo Alto.

## Biografia
Gregory Bateson és el tercer fil del genetista William Bateson, que l'anomenà Gregory en record del monge austríac Gregor Mendel. De jove va ser influenciat principalment per les lectures del poeta William Blake i de l'escriptor de sàtires Samuel Butler. El 1915, el seu germà John va morir a la guerra i el 1922 el seu altre germà Martin, es va suïcidar a la plaça Piccadilly Circus.
Inicialment es dedicà a la zoologia però el 1924, després d'un viatge a les Illes Galápagos, va decidir ser antropòleg. Va estudiar a la Universitat de Ginebra i a la Universitat de Cambridge, on obtingué un Bachelor of Arts en ciències naturals el 1925 i un Master of Arts d'antropologia el 1930.

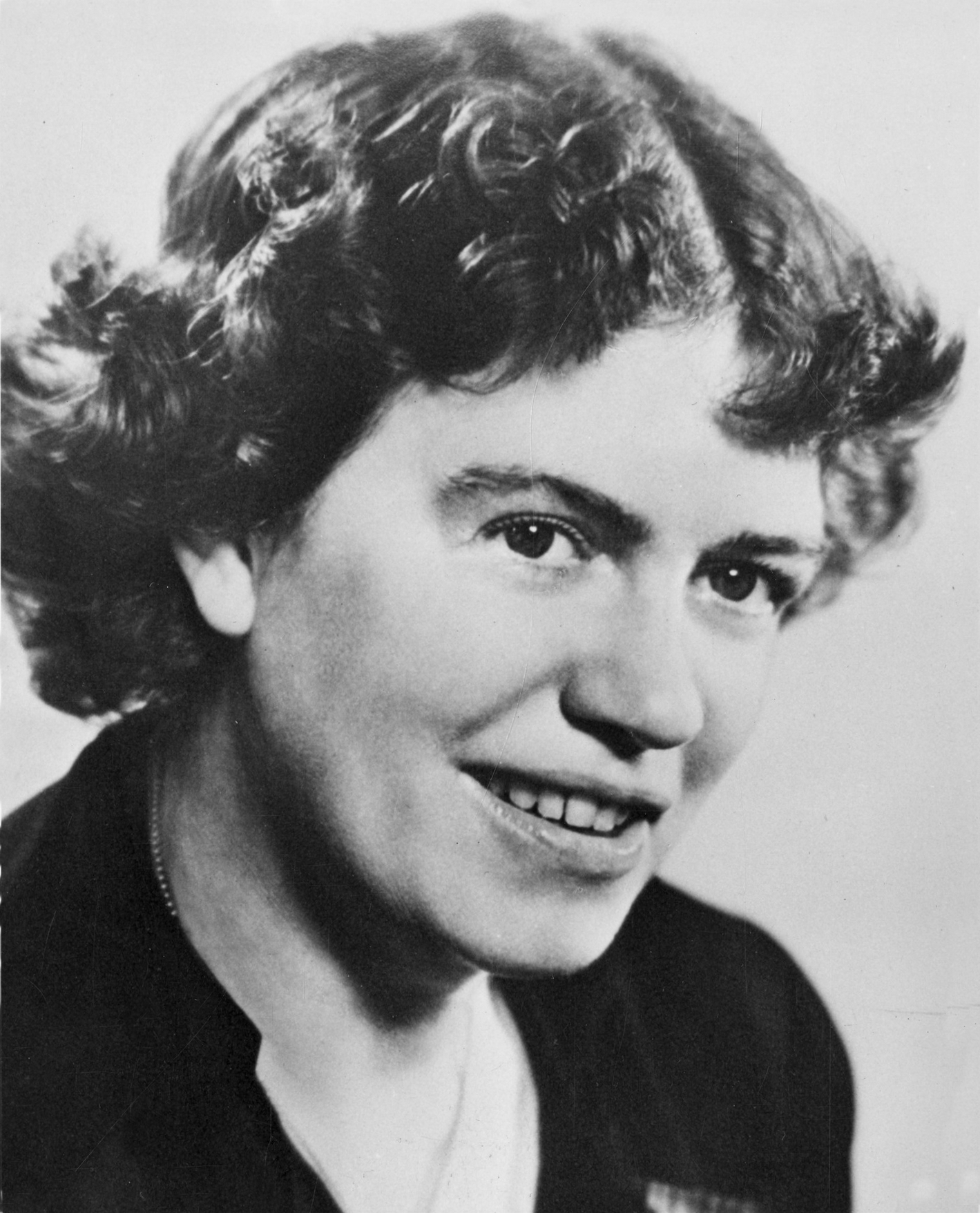
Margaret Mead (1901-1978)

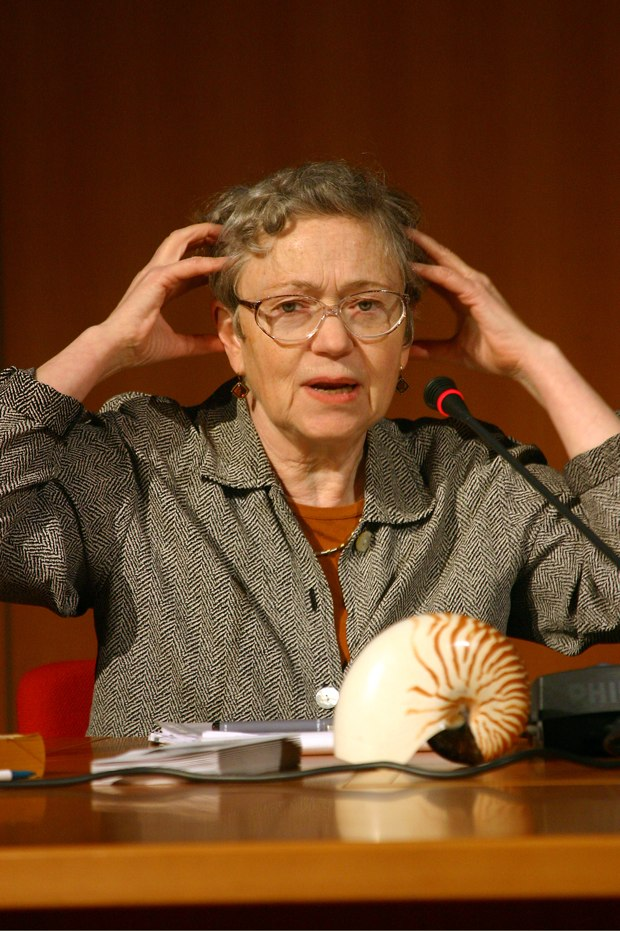
Mary Catherine Bateson, filla de Bateson i Margaret (2Nov2004)

Durant els anys 1927 i 1928, va realitzar treballs de camp en territoris de diferents pobles, especialment amb el poble Baining de Nova Bretanya. I entre els anys 1928 i 1930 amb el poble Iatmul de Papua Nova Guinea. El 1929, ensenyà lingüística de la regió de Melanèsia a la Universitat de Sydney. Entre els anys 1931 i 1934, ensenyà al St John's College de Cambridge. En una estada amb el poble Iatmul el 1932 va conèixer la parella d'antropòlegs Margaret Mead i Reo Fortune. El 1935 es va casar amb Margaret Mead i amb ella van marxar a realitzar un treball de camp a Bali, que va ser la base del documental Dance and Trance in Bali. Van tenir una filla el 1939, Mary Catherine Bateson que també es dedicà a l'antropologia.
El 1940, Bateson treballà al Museu Americà d'Història Natural amb el material obtingut a Bali. Entre els anys 1942 i 1945, exercí d'antropòleg al Museu d'Art de Modern de New York, on treballà també pels serveis d'investigació americans, el precedent de la CIA, sobre el Sud Est Asiàtic. Entre els anys 1947 i 1948, ensenyà a Harvard. Va participar entre els anys 1942 i 1953 conjuntament amb Margaret Mead a les conferències Macy que seran l'origen del corrent de pensament de la cibernètica i de la ciència cognitiva.
El 1948, el psiquiatre Jurgen Ruesch li proporciona feina dins el seu equip de recerca clínica a San Francisco. Posteriorment, el 1951, publicarien conjuntament Communication: The Social Matrix of Psychiatry. En el 1947, es va divorciar de Margaret Mead i el 1950, es casà amb Elisabeth Summer, una antiga pacient de Ruesch que Bateson va contractar com assistent.
El 1952, s'inicia l'anomenat Projecte Bateson sobre l'estudi de la paradoxa de l'abstracció a la comunicació, finançat per la Fundació Rockefeller. Bateson reuní, a l'Hospital de Palo Alto, un equip compost amb l'estudiós de la comunicació Jay Haley, l'estudiós de psiquiatria William Fry i l'antropòleg John Weakland que havia assistit als cursos a la New School for Social Research de New York el 1947.
El 1954, Bateson obté per a Frank Fremont-Smith finançament de la Fundació Macy per a dos anys per estudiar la comunicació a la casa dels esquizofrènics. Al mateix any, William Fry realitzà el servei militar a l'US Navy dins el grup liderat pel psiquiatre Donald D. Jackson. El 1956, els membres del grup publiquen conjuntament l'article Vers une théorie de la schizophrénie que va introduir el concepte de doble vincle.
En els anys de 1970, ensenyà psicologia humanista a la Universitat de la Psicologia Humanista de San Francisco que més tard es convertí en la Universitat Saybrook
Va morir el 4 de juliol de 1980 a l'edat de 76 anys al San Francisco Zen Center.

## Principals aportacions
Paul Watzlawick va descriure Bateson com «un home del Renaixament» amb «una immensa cultura adequadament increïble».
Entre les seves principals aportacions destaquen:
- El concepte de schismogenesis: tracta de la dinàmica de l'equilibri social. Creat després de l'estudi del poble Iatmul, amb l'ajuda del mètode abductiu. Aquest concepte va introduir una anàlisi interaccional del comportament humà. Dins la psiquiatria, Bateson va introduir la reflexió sistèmica que no volia estudiar només la malaltia com a fet aïllat, sinó tenint en compte les interaccions de l'entorn.[13]

- La hipòtesi del doble vincle: aplicat a l'esquizofrènia. La teràpia familiar se n'ha inspirat.

Es considera que la principal contribució va ser la introducció de les lògiques creades per Russell amb la paradoxa anomenada paradoxa de Rusell i de Whitehead dins les ciències socials per entendre els doble vincles en general. Que també es pot utilitzar específicament dins la psicologia dens la teoria de l'esquizofrènia i dels fantasmes.
En el seu llibre Vers une écologie de l'esprit, Bateson proposa un diagrama jerarquitzat de l'aprenentatge, dividit en nombrosos nivells. Establí els límits de la consciència comparant-la amb un ciborg a qui només es veu la superficial però la gran part està amagada sota la superfície.
El 1987 es va fundar a Bèlgica l'Institut Gregory Bateson per tal de difondre, promoure i desenvolupar una visió interaccional i estratègica del comportament humà als professionals de la salut i a la societat. Els tres centres de consulta i formació de teràpia breu i estratègica es troben a París, Liège i Lausana.

## Publicacions

### Llibres
- Bateson, Gregory. An Analysis of the Film "Hitlerjunge Quex" (1933).  New York, 1944. OCLC 41057404.
- Bateson, G.. Naven: A Survey of the Problems suggested by a Composite Picture of the Culture of a New Guinea Tribe drawn from Three Points of View.  Stanford University Press, 1958 (1936). ISBN 0-8047-0520-8.
- Bateson, G., Mead, M.. Balinese Character: A Photographic Analysis.  New York Academy of Sciences, 1942. ISBN 0-89072-780-5.
- Ruesch, J., Bateson, G.. Communication: The Social Matrix of Psychiatry.  W.W. Norton & Company, 2009 Reimpressió. Primer publicació al 1951. ISBN 978-1-4128-0614-5 [Consulta: 19 març 2013].
  - (castellà) Bateson, Gregory; Ruesch, Jurgen. Comunicación: la matriz social de la psiquiatría.  Norton and Company, 1951.
- Bateson, G.. Steps to an Ecology of Mind: Collected Essays in Anthropology, Psychiatry, Evolution, and Epistemology.  University of Chicago Press, 2000 Reimpressió. Primer publicació al 1972. ISBN 0-226-03905-6 [Consulta: 19 març 2013].
  - (castellà)Bateson, Gregory. Pasos hacia una ecología de la mente: colección de ensayos en antropología, psiquiatría, evolución y epistemología.  Ballantine Books, 1972.
- Bateson, G.. Mind and Nature: A Necessary Unity (Advances in Systems Theory, Complexity, and the Human Sciences).  Hampton Press, 1979. ISBN 1-57273-434-5.
  - (castellà)Bateson, Gregory. Espíritu y naturaleza: una unidad necesaria (avances en teoría de sistemas, complejidad y ciencias humanas).  Bantam Books, 1979.
- Bateson, G., Bateson, MC. Angels Fear: Towards an Epistemology of the Sacred.  University of Chicago Press, 1988. ISBN 978-0-553-34581-0.
  - (castellà)El Temor de los ángeles : epistemología de lo sagrado / Gregory Bateson y Mary Catherine. Barcelona : Gedisa, 2013. ISBN 9788497847070.
- Bateson, G., Donaldson, Rodney E.. A Sacred Unity: Further Steps to an Ecology of Mind.  Harper Collins, 1991. ISBN 0-06-250100-3.
  - (castellà) Bateson, Gregory. Una unidad sagrada: nuevos pasos hacia una ecología de la mente.  Harper Collins Pub., 1991.
- (castellà)Bateson, Gregory. Espíritu y naturaleza.  Amorrortu editores, 2004.

### Selecció d'articles
- 1956, Bateson, The message 'this is play.' In B. Schaffner (Ed.), Group Processes: Transactions of the Second Conference (pàgines;145–242) New York: Josiah Macy, Jr. Foundation.
- 1956, Bateson, G., Jackson, D. D., Jay Haley & Weakland, J., "Toward a Theory of Schizophrenia", Behavioral Science, vol.1, 1956, 251–264. (Reeditat in Steps to an Ecology of Mind)
- Bateson, G. & Jackson, D. «Some varieties of pathogenic organization. In Disorders of Communication». Research Publications. Association for Research in Nervous and Mental Disease, 42, 1964, pàg. 270–283.

### Documentals
- Trance and Dance in Bali, curt documental pels antropòlegs culturals Margaret Mead i Gregory Bateson el 1930, però no es va difondre fins al 1952. El 1999 va ser considerada com a "significativa culturalment" per la Biblioteca del Congrés dels Estats Units i seleccionada per la seva preservació a la National Film Registry.